# Šjók
Šajók, též Šjok a Šjók (anglicky Shyok; hindsky श्योक - standardním českým přepisem hindštiny Šjók) je řeka, oddělující pohoří Karákoram na severu a Himálaj na jihu. Celková délka Šajóku je asi 460 km. Povodí má rozlohu 33 670 km².

## Průběh toku
Pramení v indickém Ladaku, kde vytéká z ledovce Rimó (jeden ze splazů ledovce Sijačen (Siachin)). Horní tok protéká Ladakem na jih, pak ostře obrací na severozápad do pákistánského Gilgitu - Baltistánu a nad městem Skárdu se zprava vlévá do Indu. V tu chvíli má jen o málo menší průtok než Indus sám.

### Přítoky
Mezi důležitější přítoky Šajóku patří Nubra a Changchenmo.

## Vodní režim
Průměrný roční průtok vody činí 310 m³/s. V zimě řeka zamrzá, zato v létě, když v horních polohách taje sníh, se vylévá z břehů a vytváří rozlehlé mokřiny, takže se domorodci na druhou stranu dostávají na vorech z nafouknutých kožených měchů.

## Využití
Údolí řeky bylo po staletí součástí obchodní stezky z Ladaku přes průsmyk Karákóram (5654 m) do středoasijského Jarkendu. I jméno řece údajně dali jarkendští kupci, v jejichž jazyce znamená Řeka smrti. Není divu, cesta byla nebezpečná a mnoho kupců už se z ní nevrátilo.